# 第36屆香港電影金像獎
第36屆香港電影金像獎（英語：36th Hong Kong Film Awards）是為表彰2016年度香港傑出電影所頒發的獎項，主題為《Magic Moments （戲法萬千）》，由莊文强擔任創作總監，頒獎典禮於2017年4月9日晚上在香港文化中心举行，由鄭中基擔任司儀，並由倪秉郎擔任宣讀提名名單報幕員，鄭啟泰擔任頒獎典禮現場報幕員。紅地氈司儀則由區永權及黃宇詩擔任。

## 入圍名單
於2017年2月7日下午2:30舉行記者招待會，由第35屆香港電影金像獎最佳男主角郭富城及最佳女配角金燕玲揭曉本年度入圍名單。

## 獎項統計
注：以下不包括「最佳兩岸華語電影」之部分
| 數目 | 電影名稱                                                   |
| 獲獎 |                                                            |
| 5    | 樹大招風                                                   |
| 3    | 一念無明                                                   |
| 2    | 擺渡人、西遊記之孫悟空三打白骨精、點五步                   |
| 1    | 寒戰II、湄公河行動、七月與安生、幸運是我                   |
| 提名 |                                                            |
| 12   | 七月與安生                                                 |
| 10   | 寒戰II                                                     |
| 8    | 美人魚、點五步、一念無明                                   |
| 7    | 擺渡人、樹大招風                                           |
| 5    | 三少爺的劍、西游記之孫悟空三打白骨精                       |
| 4    | 湄公河行動、幸運是我                                       |
| 2    | 三人行、北京遇上西雅圖之不二情書、骨妹                     |
| 1    | 導火新聞線、危城、使徒行者、脫皮爸爸、封神傳奇、大手牽小手 |

### 金像獎電影
| 電影                     | 獎項                                               |
| ------------------------ | -------------------------------------------------- |
| 樹大招風                 | 最佳電影、最佳導演、最佳編劇、最佳男主角、最佳剪接 |
| 幸運是我                 | 最佳女主角                                         |
| 一念無明                 | 新晉導演、最佳男配角、最佳女配角                   |
| 點五步                   | 最佳新演員、最佳原創電影歌曲                       |
| 擺渡人                   | 最佳攝影、最佳美術指導                             |
| 西遊記之孫悟空三打白骨精 | 最佳服裝造型設計、最佳視覺效果                     |
| 寒戰II                   | 最佳音響效果                                       |
| 七月與安生               | 最佳原創電影音樂                                   |

## 頒獎及表演嘉賓
以下列個人及團體按出場順序排列：

### 頒獎嘉賓
| 姓名                                                                                         | 角色                                   |
| -------------------------------------------------------------------------------------------- | -------------------------------------- |
| 洪金寶                                                                                       | 頒發最佳新演員                         |
| 黃勁輝、蔡潔鈴、文偉鴻、方俊華、陳志發、羅耀輝、曾國祥、黃進、許學文、歐文傑、黃偉傑、徐欣羨 | 頒發新晉導演                           |
| 林敏驄、白只                                                                                 | 頒發最佳攝影及最佳剪接                 |
| 林家棟、任賢齊                                                                               | 頒發最佳美術指導                       |
| 邵音音、陳靜                                                                                 | 最佳服裝造型設計                       |
| 成龍                                                                                         | 頒發終身成就獎                         |
| 陳奐仁、關淑怡                                                                               | 頒發最佳原創電影音樂及最佳原創電影歌曲 |
| 余文樂、楊千嬅                                                                               | 頒發最佳女配角                         |
| 林子聰、谷德昭                                                                               | 頒發最佳音響效果及最佳視覺效果         |
| 春夏                                                                                         | 頒發最佳男配角                         |
| 許冠文                                                                                       | 頒發專業精神獎                         |
| 曾志偉、金燕玲                                                                               | 頒發最佳編劇                           |
| 梁小龍、陳惠敏、盧惠光                                                                       | 頒發最佳動作設計                       |
| 許鞍華、趙薇                                                                                 | 頒發最佳兩岸華語電影                   |
| 郭富城                                                                                       | 頒發最佳導演                           |
| 章子怡                                                                                       | 頒發最佳女主角                         |
| 黎明                                                                                         | 頒發最佳男主角                         |
| 曾志偉、麥嘉、石天、黃百鳴、泰迪羅賓、施南生                                                 | 頒發最佳電影                           |

### 表演嘉賓
| 姓名                                 | 表演曲目                                                         |
| ------------------------------------ | ---------------------------------------------------------------- |
| 關淑怡                               | 《美人魚》主題曲《無敵》                                         |
| 陳奐仁                               | 《七月與安生》主題曲《(It is not a crime) It's just what we do》 |
| 波多野裕介                           | 《幸運是我》主題曲《Better Tomorrow》                            |
| Supper Moment                        | 《點五步》主題曲《沙燕之歌》                                     |
| 關淑怡                               | 《擺渡人》主題曲《讓我留在你身邊》                               |
| 林敏驄、白只、方皓玟、盧凱彤、陳奐仁 | 《當年情》                                                       |

## 緬懷
本屆的緬懷環節由方皓玟、盧凱彤、陳奐仁、林敏驄、白只演奏張國榮的歌曲《當年情》，下列辭世的電影工作者出現在短片中。
- 王俠（演員）
- 林華超（林釗、林超）（攝影、燈光）
- 費明儀（演員、女高音歌唱家、合唱指揮、聲樂老師）
- 劉觀清（道具）
- 張佐義（道具）
- 陳永林（置景）
- 黃曼（演員）
- 葉夏利（演員）
- 何家聯（攝影師、藝人管理）
- 蔣仕（攝影師）
- 繆建德（導演、副導演）
- 徐松鶴（動作設計、演員）
- 張振富（剪接）
- 莊奴（王景曦）（作詞人）
- 唐根（唐志根）（片場鐵工）
- 梅威（片場漆工）
- 趙玉德（演員經理人）
- 馬湘鄂（策劃、演員）
- 石中玉（劉成）（演員）
- 陳亮聲（陳福良）（粵劇演員）
- 王澤（王家禧）（監製、導演、編劇）
- 何藩（導演、演員）
- 張炳燦（火山）（動作演員、導演）
- 羅明珠（演員）
- 魯芬（張偉芬）（演員）
- 高飛（演員）
- 王萊（演員）
- 夏夢（楊濛）（演員、出品人）
- 陳雲裳（演員）
- 李麗華（演員）

## 特別安排
本届頒獎禮中只要提名片段中有對白均會配上字幕。除此之外，本届頒獎禮的提名片段亦仿效了奧斯卡的製作模式。

## 媒體播放

### 電視
本屆是無綫電視目前最後一次直播香港電影金像獎，其後則由香港電視娛樂首次奪得頒獎禮在香港地區的轉播權。
- 電視台：無綫電視翡翠台、無綫電視J2*、無綫娱樂新聞台*、衛視電影台、FOXTV、马来西亚Astro華麗台、马来西亚Astro华丽台HD、新加坡星和視界星和都會台及星和都會台+2*同步現場直播。
- 電台：香港電台第二台

*表示只提供紅地氈盛況直播。#表示延迟播出。
其他地區包括澳門、馬來西亞、汶萊、新加坡、美國、加拿大、澳洲、紐西蘭的觀眾亦可以透過電視及網上平臺觀賞本次盛事。

### 全球網上直播
- TFI Digital Media Limited為本屆香港電影金像獎頒獎典禮的大會指定環球網上直播及視頻點播合作伙伴，海外地區觀眾可透過「開眼界」直播平臺於電腦、智能手機及平板電腦免費收看，點播指定播放地區包括：日本、韓國、臺灣、泰國、英國、法國、德國、俄羅斯、荷蘭、比利時、盧森堡、阿根廷、玻利維亞、巴西、智利、哥倫比亞、厄瓜多爾、巴拉圭、秘魯、烏拉圭和委內瑞拉。
- 網絡頻道：愛奇藝、芒果TV、myTV SUPER

## 收視率
本屆香港電影金像獎平均收視為22.3點（144萬人），最高收視24點（155萬人）。

## 爭議事件
此前曾提出香港電影金像獎協會的本屆改制建議，但最后改制建議最終未獲通過。
另外繼上屆頒獎禮後部分中國大陸主要媒體（如騰訊）再次略去最佳電影一項，可能与本届最佳电影《樹大招風》劇中情節提及大陸官員貪污等原因有關。亦有可能其中一個導演歐文傑因爲是上屆最佳電影《十年》中“方言”篇的導演而被中國大陸列入黑名單。而有關《樹大招風》奪得的獎項亦只提及得獎者，并沒有提及片名。
同樣的情況亦有發生在《點五步》身上。該電影所得的獎項最佳新演員及最佳原創電影歌曲在大陸媒體被省略。

## 外部連結
- 第36屆香港電影金像獎提名名單 （页面存档备份，存于）（繁體中文）